# Ніколаус Отто
Нікола́ус Отто (нім. Nicolaus August Otto; 10 червня 1832, Гольцгаузен-ан-дер-Гайде, Таунус — 26 січня 1891, Кельн) — німецький інженер та підприємець, винахідник-самоук, винайшов двигун внутрішнього згоряння.

## Життєпис
Ніколаус Август Отто народився 1832 року в місті Гольцгаузен у Німеччині. Його батько помер, коли Отто був ще дитиною. Майбутній винахідник добре вчився, але в 16 років залишив навчання, щоб знайти роботу. Після закінчення 1848 року училища зайнявся підприємницькою діяльністю. Якийсь час працював у бакалійній крамниці в маленькому містечку, пізніше став клерком у Франкфурті, а потім комівояжером. 1867 року разом з іншим німецьким інженером Ейгеном Лангеном (нім. Eugen Langen) розробив атмосферний двигун. 1876-го Отто використав ідею французького інженера Бо де Роша (фр. Beau de Rochas) щодо чотиритактного циклу роботи двигуна зі стисненням і сконструював досконаліший чотиритактний газовий двигун. 1884 року Отто запропонував електричне запалювання, що дозволило використовувати у двигунах рідке пальне.
Близько 1860 року Отто почув про газовий двигун, нещодавно винайдений Етьєном Ленуаром (фр. Jean Joseph Étienne Lenoir, 1822—1900), перший робочий двигун внутрішнього згоряння, і зрозумів, що цей винахід мав би набагато ширше застосування, якби міг працювати на рідкому паливі. Незабаром Отто спроектував карбюратор, але йому відмовили в реєстрації патенту, бо вже існували схожі пристрої. Він не розчарувався і з ще більшою наполегливістю взявся за вдосконалення двигуна Ленуара. Вже 1861-го він натрапив на ідею принципово нового типу двигуна, що повинен був працювати в чотиритактному циклі, на відміну від примітивного двигуна Ленуара, який працював у двотактному циклі. У січні 1862 Отто виготовив робочу модель свого чотиритактного двигуна, але зіткнувся з труднощами — особливо з запалюванням — при виробництві самого двигуна і відклав цю ідею. Замість неї він зайнявся «атмосферним двигуном», поліпшеною моделлю двотактного двигуна, який працював на газі. Газ створював вакуум, а поршень повертався назад за рахунок атмосферного тиску. Отто запатентував свою розробку 1863 року і незабаром знайшов собі партнера Еугена Ланге, який став його фінансувати. Через місяць після знайомства вони заснували перший завод двигунів у світі, NA Otto & Cie, і продовжували вдосконалювати двигун. 1867 року їх двотактний двигун отримав золоту медаль на паризькому Всесвітньому ярмарку. Після цього торгівля пожвавилася, і прибутки компанії зросли.
1872 року партнери найняли Готліба Даймлера, Gottlieb Wilhelm Daimler, чудового інженера з досвідом в управлінні виробництвом, для допомоги у виготовленні їхнього двигуна. Хоча прибуток від продажу двотактного двигуна був непоганий, Отто не міг випустити з голови задуманий ним спочатку чотиритактний двигун. Він був переконаний, що чотиритактний двигун, що стискає суміш пального і повітря перед займанням, може виявитися набагато ефективнішим, ніж будь-яка модифікація двотактного двигуна Ленуара. На початку 1876 Отто нарешті спроектував поліпшену систему запалення і зміг створити придатний до практичного використання чотиритактний двигун. Перша модель була виготовлена у травні 1876, а патент був отриманий наступного року. Чудові характеристики та ефективність чотиритактного двигуна були очевидні, тож він швидко набув комерційного успіху. За наступні десять років було продано понад 30 тисяч штук, а всі версії двигуна Ленуара вийшли з використання. Німецький патент Отто на його чотиритактний двигун 1886 року обернувся судовим процесом. З'ясувалося, що француз Альфонс Бо де Роша придумав в основному схожий апарат 1862 року і запатентував його. Однак його винахід ніколи практично не використовувався, більше того, де Роша не виготовив жодної моделі. Тож Отто не міг перейняти у нього жодних ідей. Незважаючи на втрату цінного патенту, фірма Отто продовжувала заробляти великі гроші.
Він одружився з Анною Госсі (Anna Gossi) і подружжя мало семеро дітей. Син Густав став літакобудівником.
Помер винахідник 1891 року заможною людиною.